# SXBL
sXBL (SVG's XML Binding Language) ist ein Mechanismus zur Definition von interaktivem und Präsentationsverhalten von Elementen, die in einem anderen Namespace als dem von SVG stehen (eine XML-Auszeichnungssprache, die Vektorgrafiken, Benutzerereignisse und geskriptetes Verhalten unterstützt). sXBL ist XBL sehr ähnlich, weil es für SVG-Dokumente ermöglicht, was XBL für XUL-Dokumente möglich macht. Beispielsweise ist es möglich, in sXBL einen allgemeinen Scrollbereich zu erstellen und diesen in SVG weiterzuverwenden.

## Verlauf, Ziele und Zukunft
Die sXBL-Spezifikation ist von einer RCC (Rendering Custom Content)-genannten Spezifikation abgeleitet, welche in den Arbeitsentwurf der Spezifikation von SVG 1.2 eingebettet wurde. Der RCC-Teil der Spezifikation wurde seitdem entfernt und durch einen modularisierteren Ansatz ersetzt.
Wie nachfolgend im sXBL-Arbeitsentwurf beschrieben:

“sXBL is intended to be an SVG-specific first version of a more general-purpose XBL specification (e.g., "XBL 2.0"). The intent is that, in the future, a general-purpose and modularly-defined XBL specification will be developed which will replace this specification and will define additional features that are necessary to support scenarios beyond SVG, such as integration into web browsers that support CSS. Once a general-purpose XBL is defined, sXBL would just become an SVG-specific subset (i.e., a profile) of the larger XBL specification.”

Obwohl sXBL sehr viel von XBL geliehen hat, gibt es einige Unterschiede zwischen den beiden Standards (beispielsweise sind die Namen einiger Elemente verschieden).
Es gibt allerdings auch einige dezente Unterschiede zwischen dem aktuellen Status des Mozilla XBL 2.0-Arbeitsentwurfes und dem aktuellen Status des sXBL-Arbeitsentwurfes.
Da sich die sXBL-Spezifikation seit dem letzten Arbeitsentwurf von August 2005 nicht mehr weiterentwickelt hat, und die Herausgabe des XBL 2.0 "last call"-Arbeitsentwurfes im September 2006 stattfand, wird angenommen, dass sXBL zu Gunsten des allgemeineren XBL 2.0-Ansatzes weggelassen wird.

## Implementationen
sXBL ist ein W3C-Arbeitsentwurf, er hat noch nicht den Status einer Empfehlung erreicht. Allerdings implementiert das Batik SVG-Toolkit, eine Java-Bibliothek, die SVG-Grafiken rendern, generieren und manipulieren kann, eine vorläufige, fast vollständig aktuelle Version der sXBL-Spezifikation in die Code-Basis.